# Map of the Problematique
«Map of the Problematique» — сингл британской альтернативной рок-группы Muse с их четвёртого студийного альбома «Black Holes and Revelations».. Был выпущен как пятый сингл с альбома 18 июня 2007 в формате звуковой загрузки, после концертов на стадионе Уэмбли 16 и 17 июня.

## Чарты
Песня достигла #18 в британском сингловом чарте и была успешнее предыдущего сингла «Invincible».

## Влияние
Песню часто сравнивают с известной песней группы Depeche Mode "Enjoy the Silence" в связи с похожестью аранжировки. Мэттью Беллами в интервью  также отметил Depeche Mode в качестве вдохновения для данной песни.

## В массовой культуре
«Map of the Problematique» использовалась в многих телевизионных сериалах, включая Live Earth. Песню можно услышать в одном из эпизодов сериала «Доктор Кто: Конфиденциально» («Конец путешествия»). На итальянском телевидении эта песня звучит перед новостями в программе «Italia Chiama Italia». Также «Map of the Problematique» была использована в трейлерах к фильмам «Турист» и «Дитя человеческое». На открытии XXX Летних Олимпийских Игр в Лондоне звучал отрывок «Map of the Problematique». Под эту песню шёл обратный отсчет к открытию Олимпиады.

## Список композиций
Digital single
1. "Map of the Problematique"
2. "Map of the Problematique" (Does It Offend You, Yeah? Remix)

UK iTunes Store exclusive
1. "Map of the Problematique" (AOL Session)

Muse.mu (official site) exclusive
1. "Map of the Problematique" (Rich Costey edit)
2. "Map of the Problematique" (Live from Wembley Stadium)
3. Wembley Digital Souvenir Pack

Remix Promo
1. "Map of the Problematique" (Does It Offend You, Yeah? Remix)